# Leone Leoni
|  | Per al compositor vegeu Leone Leoni (compositor) |

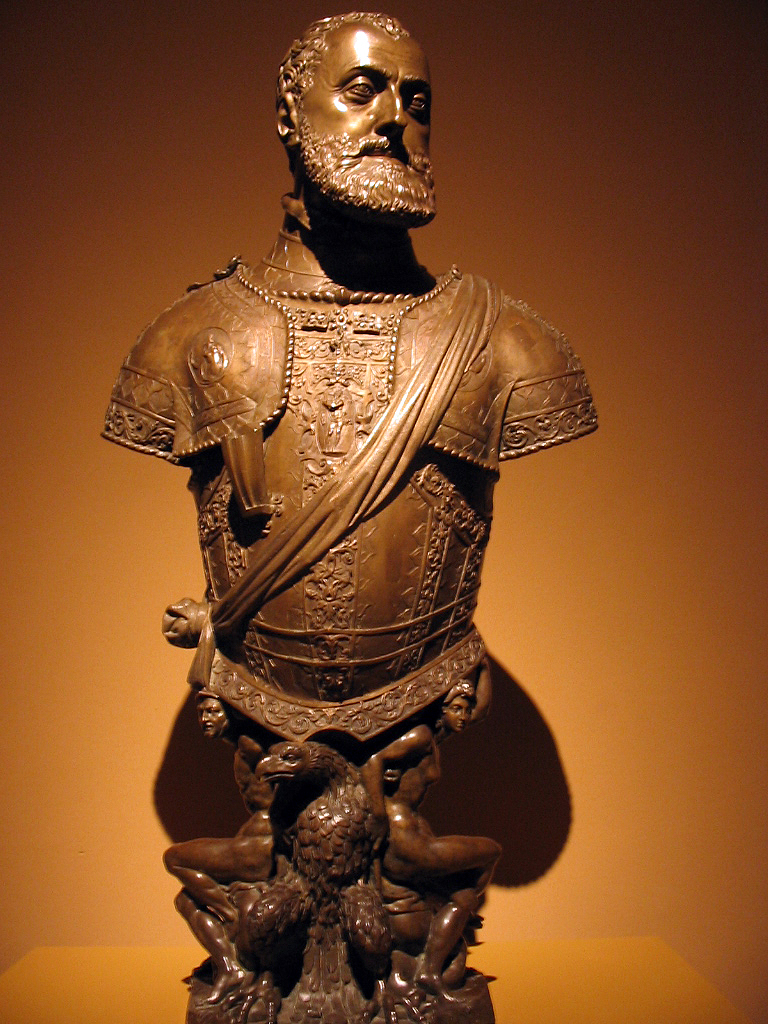
Bust de Carles V del Sacre Imperi Romanogermànic, Museu del Prado.

Leone Leoni (1509 — 22 de juliol de 1590) va ser un escultor italià d'abast internacional que va treballar a Itàlia, Alemanya, Àustria, França, els Països Baixos espanyols i Espanya. Se'l considera el millor medallista del Cinquecento. Va fer-se un nom mitjançant els encàrrecs que va rebre dels monarques Habsburgs Carles V i Felip II. El seu material predilecte va ser el bronze, tot i que també va deixar obres en marbre i alabastre i talles en gemmes. Probablement va deixar obres acabades en cera (material amb el qual modelava les seues escultures), així com dissenys per a monedes. Principalment va fer retrats.

## Biografia
Els seus orígens familiars cal trobar-los a Arezzo, tot i que probablement va nàixer a Menaggio, prop del llac Como, i els seus primers estudis, a jutjar per l'acabat de les seues medalles, els va fer amb un orfebre o un medallista, tal com diu Vasari. El primer document referit a ell el situa a Venècia després de 1533, amb la seua muller i el seu petit fill, vivint-hi sota la protecció del seu compatriota aretí (i possible parent), Pietro Aretino, qui el va introduir al cercle de Ticià. Aprofitant l'avinentesa que el seu directe rival, Benvenuto Cellini, es trobava a la presó, va guanyar el càrrec de dissenyador de la seca papal a Ferrara (1538-40), però va ser obligat a renunciar-hi arran de l'acusació de falsificació feta per Pellegrino di Leuti, joier del papa Farnesi Pau III. Leoni va agredir Pellegrino i per això va ser condemnat a perdre la seua mà dreta, sentència que va ser commutada, després de la intercessió d'amics seus molt influents, per una pena de galeres, de la qual va ser lliurat després d'un any per les peticions que en va fer Andreu Doria. Leoni va fer tres plaquetes i cinc medalles d'Andreu Doria en prova de la seua gratitud.

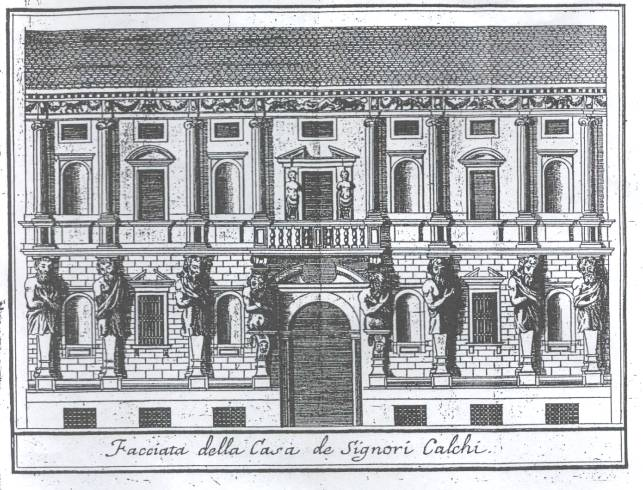
La Casa degli Omenoni que Leoni va projectar per a ell mateix, procedent de la Descrizione di Milano, de Serviliano, 1738.

Una vegada lliure de les galeres va «continuar alternant la violència criminal amb l'exquisit treball artesanal» i es va traslladar a Milà per a ocupar un càrrec imperial com a cap de la seca, des del 20 de febrer de 1542, amb un salari de 150 ducats per any i el regal d'una casa al barri de Moroni. La casa de Leoni a Milà, reconstruïda entre 1565 i 1567, que va ser immediatament anomenada Casa degli Omenoni per les seues descomunals hermes i atlants barbuts, indica clarament l'èxit social que va atènyer. Les figures van ser esculpides per Antonio Abondio, sense dubte sobre dissenys del mateix Leoni. A aquesta casa va rebre a Giorgio Vasari, qui hi va tenir l'oportunitat de conèixer la seua gran col·lecció de models d'escaiola sobre obres de l'Antiguitat, entre les quals destacava la de Marc Aureli, situada al Capitoli, al claustre. El seu primer protector a Milà, amb qui l'unia una relació de cofiança, va ser el governador imperial, Ferrante Gonzaga. Des de llavors va viure a Milà, malgrat les crides dels seus mecenes perquè s'instal·lara a la cort, adduint-hi que només a Milà podia obtenir els materials adequats per al seu treball. En aquest sentit, el cas de Leoni contrasta amb el de Giambologna, a qui el Gran Duc mai no va permetre abandonar Florència, tot i les queixes de l'artista, per por que els Habsburgs el monopolitzaren. Entre altres incidents violents, hom suposa que va intentar assassinar el fill de Ticià, el qual residia amb ell a Milà.
Ja gaudia d'una gran reputació com a medallista abans dels grans ecàrrecs de Carles V, la imatge del qual per a la posteritat rau als retats que li van fer Ticià i Leoni. Leoni va ser hoste de Carles a Brussel·les l'any 1549, i el primer dels retrats seus data d'aquesta època; no obstant això, Leoni ja havia fet un medalló amb retrat de Carles l'any 1536. A Brussel·les l'emperador va instal·lar Leoni en un apartament al costat del seu i gaudia de la seua companyia, passant les hores observant com treballava, conta Vasari. El va fer cavaller el 2 de novembre de 1549.
Per a la catedral de Milà va fer les cinc figures de bronze del monument del condottiero Gian Giacomo Medici, germà del papa Pius IV, en un decorat arquitectònic de marbre el disseny del qual és atribuït a Miquel Àngel per Vasari.
Sota comanda del Cardenal Granvela (1516-86), Bisbe d'Arras, Arquebisbe de Malines, virrei de Nàpols, i Secretari Imperial dels Habsburgs, Leone va esculpir els bustos de Carles, Felip i el cardenal en ovals ricament emmarcats, descrits per Vasari. A partir d'aleshores, Granvela sol·licitaria freqüentment encàrrecs a Leoni, a qui coneixia des dels seus temps d'estudiant a Pàdua, destinats als Habsburgs (encàrrecs que habitualment es lliuraven sempre tard sobre la data fixada).
Un retrat en marbre de Giovan Battista Castaldo, conservat a l'església de San Bartolomeo, Nocera Inferiore — obra esmentada per Vasari, qui creia que era en bronze i de la qual desconeixia a quin monestir va ser enviada — es va incloure a l'exposició Tiziano e il ritratto di corte, Museu de Capodimonte, Nàpols, 2006.

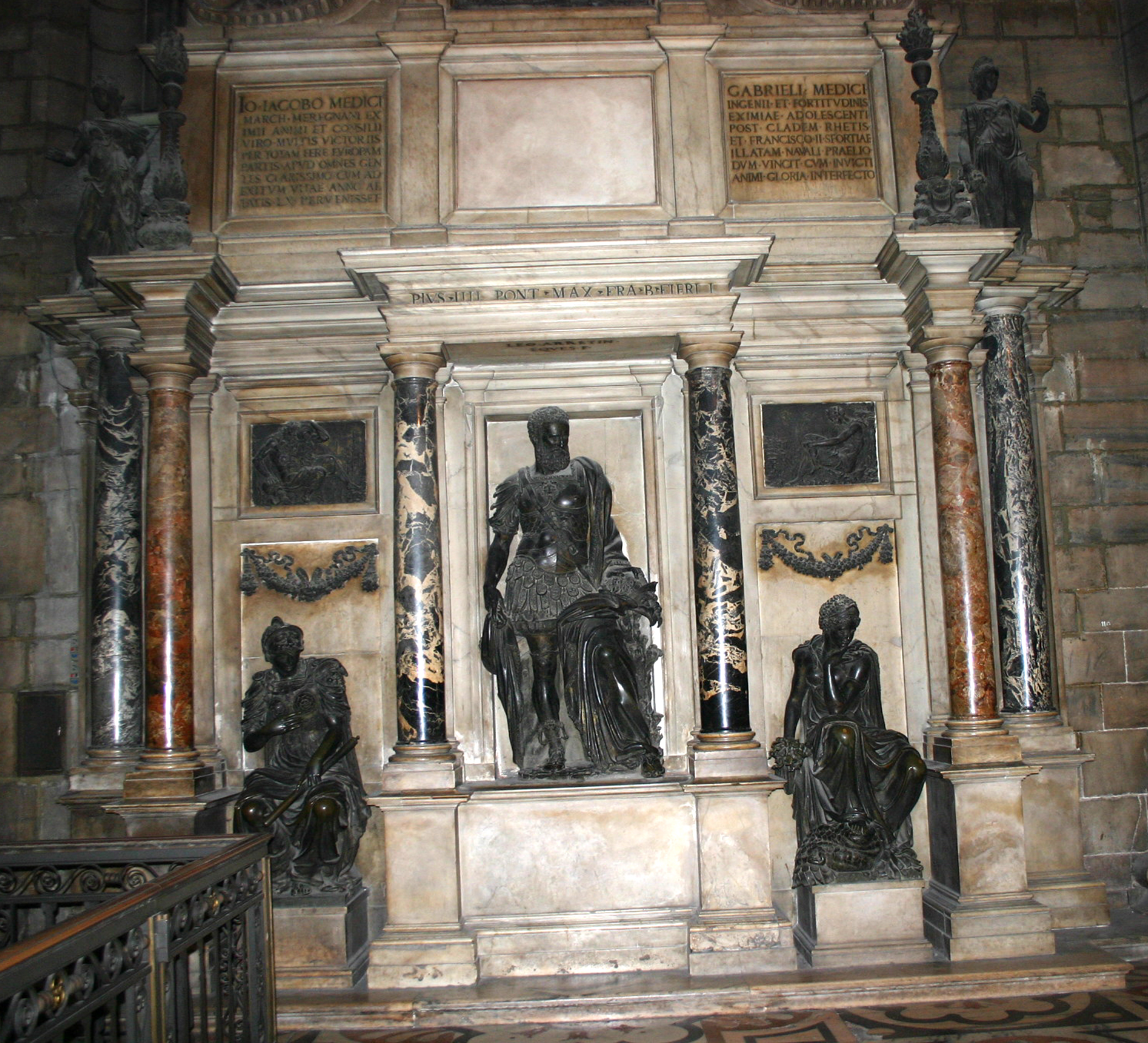
Sepulcre de Gian Giacomo Medici (mort l'any 1555), a la catedral de Milà, obra de Leoni.

Les comandes de retrats per a la reialesa espanyola van ser una extensió del mecenatge dels Habsburgs. Al seu retorn d'Espanya, on va fer una sèrie de retrats reials, portava una bossa de 2000 scudi, segons Vasari. Va crear el format típic del bust barroc; muntat sobre un pedestal i truncat a mig pit o sota l'estómac (generalment cobert amb armadura) que s'amplia vers les extremitats superiors tot just fins un poc sota els muscles. També va esculpir retrats en estàtua completa, com ara la de Carles V, sense intenció funerària a diferència dels exemples indicats adés.
Va rebre l'ajuda del seu fill, Pompeo Leoni (c.1533–1608), per als monumentals bronzes destinats a El Escorial. Pompeo va continuar amb el gran taller del pare després de la mort d'aquest, en un estil semblant al del seu progenitor. Entre els ajudants de Pompeo cal esmentar Adriaen de Vries.
El nom de Leoni va romandre com un dels més reconeguts de l'escultura italiana del segle xvi, i a causa d'això se li van atribuir moltes obres durant el segle xix.
L'obra de George Sand Leone Leoni no es basa en la vida de l'escultor.

## Antologia d'obres
- Medalles de Carles V,[13] Ferran I, Felip II, Giorgio Vasari, Michelangelo Buonarroti,[14] Andreu Doria i Ippolita Gonzaga.
- Carles V dominant la Fúria, 1550-53 (Museu del Prado);[15]
- Retrat d'Isabel de Portugal (Museu del Prado)
- Retrat de Felip II (1554), exhibit a Milà durant uns mesos (Felip era duc de Milà), abans de ser tramès a Espanya;
- Bust d'Alfonso de Ávalos, marquès del Vasto, bronze (Morgan Library, New York);
- Cinc figures de bronze al monument a Gian Giacomo Medici di Marignano, 1560-63 (Catedral de Milà), retrat de Gian Giacomo amb la Pau i la Virtut Marcial; damunt hi ha la Providència i la Fama; aquesta va ser la primera experiència de Leoni en un marc arquitectònic suposadament dissenyat, segons Vasari, per Miquel Àngel.
- Triomf de Ferrante Gonzaga sobre l'Enveja, 1564, encarregat pel seu fill Cesare Gonzaga per commemorar el govern de Ferrante sobre Milà i citat per Vasari (Piazza Rome, Guastalla);
- Figures agenollades de Carles V, Felip II i les seues respectives famílies, per a l'església del Monestir de l'Escorial;
- Bust de Carles V (Museu del Prado);
- Bust de Felip II, alabastre (Museu del Prado); altre en marbre al Metropolitan[16]
- Bust de Carles Manuel I de Savoia infant, bronze, 1572 (Philadelphia Museum of Art)
- Bustos de Carles V, Felip II i el Duc d'Alba, citats per Vasari (els dos primers al Castell de Windsor;[17]
- Mitges figures en ovals de Carles V, Felip II i el Cardenal Granvela, citades per Vasari.
- Gemmes tallades amb les imastges de Carles V i Felip II (doble retrat),[18] Isabel de Portugal,[19] al Metropolitan, on també hi ha un medalló d'or de Carles V, esmaltat i amb pedres precioses.